# Церква Воскресіння Христового (Кобиловолоки)
Церква Воскресіння Христового в Кобиловолоках — парафія і храм православної громади Теребовлянського деканату Тернопільсько-Теребовлянської єпархії Православної церкви України в селі Кобиловолоки Тернопільського району Тернопільської области.

## Історія церкви
У 1882 році в селі збудували церкву у візантійському стилі.
29 березня 2009 року у Володимирському кафедральному соборі в Києві відбулася архієрейська хіротонія ієромонаха Павла (Кравчука) на єпископа Тернопільського і Теребовлянського. У хіротонії брали участь: Патріарх Київський і всієї Руси-України Філарет, митрополит Переяслав-Хмельницький Димитрій, архієпископи Тернопільський і Кременецький Іов, Тернопільський і Бучацький Нестор, а також Васильківський Євстратій.
У селі є капличка з фігурою Пречистої Діви з Ісусом на руках, викопана криниця для освячення води та встановлений хрест. Ініціатором цих споруд став Василь Пиріжок, який у дитинстві був свідком того, як у 1942–1943 роках насипали символічну могилу Борцям за волю України, яку згодом знищила радянська влада.

## Настоятелі

### Парохи
- о. Степан Соханевич (1743—1785),
- о. Гопа Федькевич (1785—1823),
- о. Іван Створжинський (1823),
- о. Гопа Крайківський (1823—1826),
- о. декан Стефан Янович (1826—1854),
- о. Теофіль Царевич (1854—1915),
- о. Орест Лотоцький (1915—1918),
- о. Іван Чарторинський (1918—1937),
- о. Мирослав Горинь (1938—1950),
- о. Олекса Лазечко (1950—1953),
- о. Іван Збараіцук (1953—1968),
- о. Кпим (до 1970),
- о. Михайло Кравчук (з 1970),
- єпископ Тернопільський і Теребовлянський Павло (з ?, син о. Михайла Кравчука).

### Сотрудники
- о. Григорій Содомора (1889—1891)
- о. Іван Сірко (1891—1893)
- о. Миколай Чубатий (1893—1895)
- о. Іван Маркевич (1895—1899)
- о. Платон Карпінський (1899—1901),
- о. Петро Патрило (1901—1903),
- о. Петро Кішик (1903—1908)
- о. Антін Шебець (1908—1915),